# Temporada 1995-1996 del Club Joventut Badalona
La temporada 1995-1996 va ser la 57a temporada en actiu del Club Joventut Badalona des que va començar a competir de manera oficial. La Penya va disputar la seva 40a temporada a la màxima categoria del bàsquet espanyol. Va acabar la fase regular en la tretzena posició, lluny de poder classificar-se per disputar els play-offs, de la mateixa manera que la temporada anterior. Aquesta temporada l'equip va competir com a Joventut Badalona.

## Resultats
Lliga ACB
A la Lliga ACB finalitza la fase regular en la tretzena posició de 18 equips participants, lluny de classificar-se per disputar els play-offs pel títol. En 34 partits disputats de la fase regular va obtenir un bagatge de 15 victòries i 19 derrotes, amb 2.765 punts a favor i 2.829 en contra (-64).
Lliga Catalana
El Joventut va quedar eliminat a les semifinals de la lliga catalana en perdre davant el TDK Manresa, l'equip amfitrió, per 80 a 75.

## Plantilla
La plantilla del Joventut aquesta temporada va ser la següent:
| Club Joventut Badalona: plantilla 1995-96 |                  |            |      |
| #                                         | Jugador          | Pos.       | A.   |
| 4                                         | Dani Garcia      | Pivot      | 2.09 |
| 5                                         | Rafa Jofresa     | Base       | 1.83 |
| 6                                         | Tomàs Jofresa    | Base       | 1.84 |
| 8                                         | Jordi Villacampa | Aler       | 1.96 |
| 9                                         | Alfonso Albert   | Pivot      | 2.11 |
| 10                                        | Roy Fisher       | Aler       | 2.03 |
| 11                                        | César Sanmartín  | Aler       | 1.98 |
| 12                                        | Xavier Crespo    | Aler       | 2.01 |
| 13                                        | Gerald Madkins   | Escorta    | 1.93 |
| 14                                        | Evers Burns      | Aler pivot | 2.03 |
| 15                                        | John Shasky      | Pivot      | 2.10 |

| Club Joventut Badalona: staff 1995-96 |                      |
| Nom                                   | Funció               |
| Zoran Slavnic                         | Entrenador           |
| Josep Maria Izquierdo                 | Entrenador assistent |

| Jugadors del planter amb minuts al 1r equip |              |         |      |              |
| #                                           | Jugador      | Pos.    | A.   | Participació |
| 99                                          | Josep Perich | Base    | 1.87 | 12 partits   |
| 99                                          | Josep Pacreu | Escorta | 1.94 | 6 partits    |
| 99                                          | Albert Roma  | Pivot   | 2.11 | 5 partits    |

### Baixes
| Baixes a l'inici de temporada |         |
| Jugador                       | Pos.    |
| Yamen Sanders                 | Pivot   |
| John Ebeling                  | Pivot   |
| Stephen Bardo                 | Escorta |
| Juan Antonio Morales          | Pivot   |
| Mike Smith                    | Aler    |

| Baixes durant la temporada |            |
| Jugador                    | Pos.       |
| Raymond Brown              | Pivot      |
| Anicet Lavodrama           | Pivot      |
| Randy White                | Aler       |
| Joaquim Costa              | Entrenador |
| Spencer Dunkley            | Pivot      |